# Pulaski (ligne bleue du métro de Chicago)
Pour les articles homonymes, voir Pulaski.
Ne doit pas être confondu avec Pulaski (ligne verte du métro de Chicago), Pulaski (ligne rose du métro de Chicago) ou Pulaski (ligne orange du métro de Chicago).
 Pulaski  est une station de la ligne bleue du métro de Chicago située sur la Congress Branch dans la médiane de l’autoroute Eisenhower à l'ouest du Loop. La station se trouve dans le quartier de West Garfield Park.

## Description

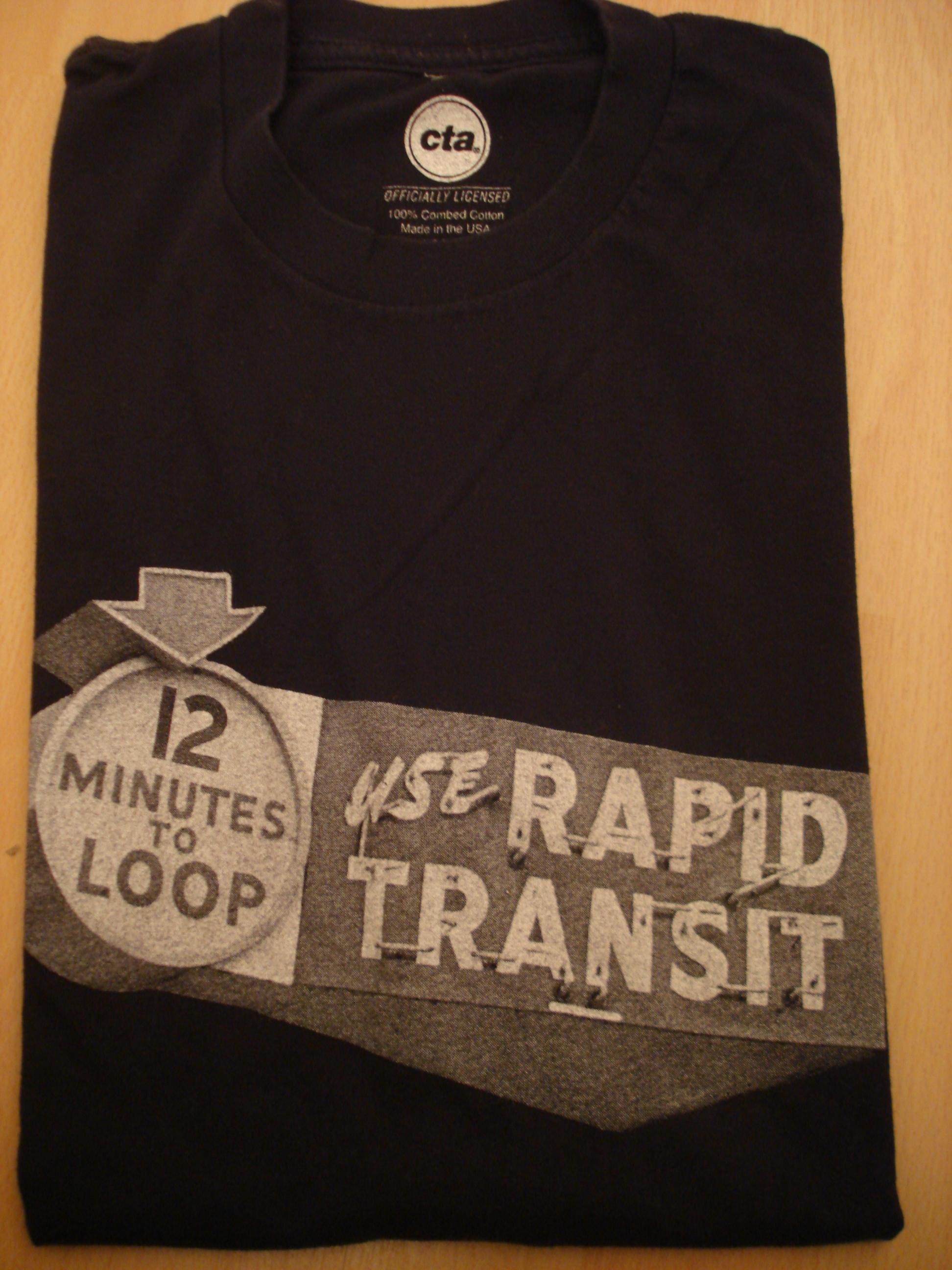
T-shirt avec le logo "12 minutes to Loop - Use Rapid Transit" autrefois sur Keeler Avenue et désormais utilisé par la CTA à des fins de marketing.

Ouverte en 1958, sa conception est identique aux autres stations de l’autoroute Eisenhower, elle est composée d’un quai central et de deux entrées sur Pulaski Road et Keeler Avenue. 
En proie à des difficultés financières, la Chicago Transit Authority (CTA), ferma l’entrée de Keeler Avenue le 13 janvier 1973 en la transformant en sortie uniquement avant de la fermer complètement le 28 décembre 1978. La structure de cette sortie est toujours aujourd’hui mais est inaccessible au public. 
Le logo de l’entrée de Keeler Avenue posé en 1958 sur sa façade (aujourd’hui disparue) et qui mentionnait "12 minutes to Loop - Use Rapid Transit" est utilisé par la Chicago Transit Authority sur ses objets marketing dérivés du ‘L’. Des logos équivalent étaient apposés sur les façades des autres stations de la Congress Line également avec un temps de parcours adapté en fonction de la distance. 
Pulaski est ouverte 24h/24, 7j/7 et 462 797 passagers y ont transité en 2008.

## Les correspondances avec lebus
Avec les bus de la Chicago Transit Authority :
- #7 Harrison
- #53 Pulaski (Owl Service)

## Dessertes
| Nord/Ouest              |  |             |  | Sud/Est                  |
| ----------------------- |  | ----------- |  | ------------------------ |
| Cicero vers Forest Park |  | ligne bleue |  | Kedzie-Homan vers O'Hare |
| modifier sur Wikidata   |  |             |  |                          |